# Градска општина Станово
Станово је бивша градска општина која је била у саставу града Крагујевца.

## Основни подаци
Општина Станово је настала 31. маја 2002. године као градска општина Града Крагујевца. Укинута је 4. марта 2008. године када су укинуте и све остале градске општине Града Крагујевца (Сл. лист Града Крагујевца 03/2008). Територија општине Станово је имала површину од 155 km² и обухватала је 14 самосталних насеља као и део насеља Крагујевац. Градска општина се простирала на територији 17 катастарских општина (свако самостално насеље има своју истоимену катастарску општину, док се насеље Грошница простире на територији К. О. Грошница I и К. О. Грошница II, а део насеља Крагујевац у овој општини на делу територија К. О. Крагујевац II и К. О. Крагујевац III).
Део насеља Крагујевац који се налазио на подручју ове градске општине обухвата следеће месне заједнице: Станово, Вишњак део насеља Станово, Мале Пчелице - Старо Село, Мале Пчелице - Ново Насеље, Ердеч, Грошница, Велико Поље и Корићани. Ове месне заједнице су до 1991. године биле самостална насеља када су укинута и припојена насељу Крагујевац. Укупно на територији општине је организовано 16 месних заједница. Од стамбених блокова издваја се само блок Станово и Звезда. У географском смислу ова административна целина обухвата подручје некадашњег Гружанског Среза који је ушао у састав старе општине Крагујевац.
У погледу хидрографије најважнији су речни ток Лепенице, чије је извориште на територији ове општине, и ток Грошничке реке са језером Водојажа. Суседне општине су: Кнић, Страгари, Стари град, Пивара и Аеродром.
Скупштина градске општине је имала 25 одборника.

## Становништво
На подручју ове општине живи око око 40.000 становника. Број становника се стално повећавао, тако да је од периода после Другог светског рата становништво увећано 4 пута. Економска структура је следећа: 6% становништва се бави пољопривредом, 80% ради у индустрији, 10% у трговини. Становништво је православно и већину представљају Срби, а у већем броју има и Рома. Насеље Ердеч, које се налази у овој општини, је одувек било етнички најхетерогеније.
Од верских објеката у општини су:
1. Манастир Драча
2. Манастир Дивостин
3. Храм Св. Апостола Петра и Павла у Грошници
4. Храм Св. Великомученика Пантелејмона у насељу Станово
5. Храм Силаска Св. Духа у насељу Корићани
6. Храм Пресвете Богородице Тројеручице у насељу Мале Пчелице

У општини постоје следеће основне школе:
1. Драгиша Михајловић у насељу Станово
2. Живадинка Дивац у насељу Станово
3. Доситеј Обрадовић у насељу Ердеч
4. Милоје Симовић у Драгобраћи
5. Наталија Нана Недељковић у Грошници

## Привреда
Од привредних објеката значајна је фабрика сокова „Милодух“ и фабрика „Ортотекс“, Институт групе Застава, аутобаза предузећа Аутосаобраћај, УТП Крагујевац, ТП Квин, фарма Компас, фабрика намештаја Блажекс, фарма оваца Прогрес, Агро бизнис центар, ЈП Водовод и Канализација, Предузеће за прераду меса Будућност. На територији ове општине је и вештачко језеро „Водојажа“ на Грошничкој реци, које служи за водоснабдевање крагујевачких насеља водом. Кроз територију општине пролази врло значајан магистрални путни правац М-23 Крагујевац- Равни Гај- Мрчајевци, као и регионални пут Р-212 Крагујевац- Горњи Милановац, затим железничка пруга Крагујевац- Краљево, која би требало да постане и основа планиране „Градске железнице“ од Кормана до Драгобраће.